# Dazhou
Dazhou is een stad in de gelijknamige prefectuur in het uiterste oosten van de provincie Sichuan van China. Bij de volkstelling van 2020 had de stad 1.135.817 inwoners, de gehele prefectuur had 5.385.422 inwoners.